# 朴海日
朴海日（韓語：박해일，1977年1月26日—），韓國男演員。2011年電影《最終兵器弓》以745萬9974名觀影人數排在韓國年度票房榜第二位，同年也獲得大鐘獎及青龍獎影帝。2022年電影《分手的決心》以約188萬8600名觀影人數排在韓國年度票房榜第八名，同年再度獲得大鐘獎及青龍獎影帝。

## 個人生活
2000年，與電視劇作家徐宥善相識後交往，2006年3月11日結婚。

## 演出作品

### 電影
- 2001年：《威基基兄弟（朝鲜语：와이키키 브라더스）》
- 2002年：《Who Are U?（朝鲜语：후 아 유 (영화)）》（客串）
- 2003年：《Audition》（短片）
- 2003年：《Show Me》
- 2003年：《Jealousy Is My Middle Name》
- 2003年：《Mobile》（短片）
- 2003年：《菊花香氣（朝鲜语：국화꽃 향기）》
- 2003年：《慾望情骸（朝鲜语：질투는 나의 힘）》
- 2003年：《殺人回憶》飾演 朴賢奎
- 2004年：《人魚公主（朝鲜语：인어 공주 (2004년 영화)）》飾演 金景庫
- 2005年：《戀愛的目的（朝鲜语：연애의 목적）》飾演 李有林
- 2005年：《少年去天國（朝鲜语：소년, 천국에 가다）》
- 2006年：《駭人怪物》飾演 南一
- 2007年：《不好的家（朝鲜语：좋지 아니한가）》（客串）
- 2007年：《極樂島殺人事件（朝鲜语：극락도 살인사건）》飾演 友成
- 2008年：《摩登男孩（朝鲜语：모던 보이）》飾演 飾演 李海明
- 2009年：《The End》（短片）
- 2009年：《十億韓元（朝鲜语：10억 (영화)）》飾演 韓基泰
- 2009年：《早安總統（朝鲜语：굿모닝 프레지던트）》（客串）
- 2010年：《青苔：死亡異域》飾演 劉海國
- 2011年：《心臟跳動（朝鲜语：심장이 뛴다）》飾演 輝道
- 2011年：《野獸之尾（朝鲜语：짐승의 끝）》飾演 陌生男子
- 2011年：《最終兵器：弓》飾演 南伊
- 2012年：《人類滅亡報告書》飾演 機器人（聲音出演）
- 2012年：《我是公務員（朝鲜语：나는 공무원이다）》飾演 韓俊熙（客串）
- 2012年：《銀嬌》飾演 李寂寥
- 2012年：《如果我告白的話（朝鲜语：내가 고백을 하면）》（客串）
- 2013年：《老年化家族（朝鲜语：고령화 가족）》飾演 吳仁模
- 2014年：《慶州（朝鲜语：경주 (영화)）》飾演 崔賢
- 2014年：《聖塔芭芭拉（朝鲜语：산타바바라）》
- 2014年：《舉報者》飾演 尹敏哲
- 2014年：《我的獨裁者（朝鲜语：나의 독재자）》飾演 泰植
- 2015年：《胶片时代爱情》
- 2016年：《德惠翁主》飾演 金章漢
- 2017年：《南漢山城》飾演 仁祖大王
- 2018年：《好日子（朝鲜语：군산: 거위를 노래하다）》飾演 尹英
- 2018年：《上流社會（朝鲜语：상류사회 (영화)）》
- 2019年：《王的文字》飾演 信眉大師
- 2021年：《走向幸福的国家》飾演 南植
- 2022年：《闲山：龙的出现》飾演 李舜臣
- 2022年：《分手的決心》飾演 張海俊

### 電視劇
- 1997年：MBC《三男三女》

### MV
- 2003年：金敦奎《袒》（與裴斗娜）
- 2004年：Brown Eyed Soul《我們真的愛過嗎》（與張新英）

## 獎項紀錄
| 年度 | 頒獎典禮                   | 獎項                      | 作品                     | 結果 |
| 2000 | 第36屆百想藝術大獎         | 演劇部門 男子新人演技賞   | 《青春禮讚Ode to Youth》 | 獲獎 |
| 2003 | 第40屆大鐘獎               | 最佳新人男演員            | 《菊花香氣》             | 提名 |
| 2003 | 第26屆黃金攝影獎           | 男子新人獎                | 《菊花香氣》             | 獲獎 |
| 2003 | 第4屆釜山電影評論家協會獎  | 最佳新人男演員            | 《嫉妒是我的力量》       | 獲獎 |
| 2003 | 第11屆春史電影獎           | 最佳男新人                | 《嫉妒是我的力量》       | 獲獎 |
| 2003 | 第9屆Cine21電影獎          | 年度新人男演員            | 《嫉妒是我的力量》       | 獲獎 |
| 2003 | 第6屆Director's Cut Awards | 年度男子新人演技獎        | 《嫉妒是我的力量》       | 獲獎 |
| 2003 | 第23屆韓國電影評論家協會獎 | 男子新人獎                | 《嫉妒是我的力量》       | 獲獎 |
| 2003 | 第24屆青龍電影獎           | 最佳新人男演員            | 《嫉妒是我的力量》       | 提名 |
| 2003 | 第8屆年度女性電影人獎      | 最佳男演員                | 《嫉妒是我的力量》       | 獲獎 |
| 2003 | 第2屆大韓民國電影大獎      | 新人男演員獎              | 《嫉妒是我的力量》       | 獲獎 |
| 2003 | 第2屆大韓民國電影大獎      | 最佳男配角                | 《殺人回憶》             | 提名 |
| 2004 | 第3屆大韓民國電影大獎      | 最佳男主角                | 《人魚公主》             | 提名 |
| 2005 | 第26屆青龍電影獎           | 最佳男主角                | 《戀愛的目的》           | 提名 |
| 2005 | 第4屆大韓民國電影大獎      | 最佳男主角                | 《戀愛的目的》           | 提名 |
| 2006 | 第42屆百想藝術大獎         | 電影部門 男子最優秀演技賞 | 《戀愛的目的》           | 提名 |
| 2006 | 第42屆百想藝術大獎         | 電影部門 男子人氣賞       | 《戀愛的目的》           | 提名 |
| 2006 | 第9屆Director's Cut Awards | 年度男子演技獎            | 《駭人怪物》             | 獲獎 |
| 2006 | 第9屆Director's Cut Awards | 最佳集體演出              | 《駭人怪物》             | 獲獎 |
| 2007 | 第3屆André Kim之星獎       | 最佳演員                  | 不適用                   | 獲獎 |
| 2008 | 第16屆韓國大眾文化藝術獎   | 最佳男演員                | 《摩登男孩》             | 獲獎 |
| 2009 | 第45屆百想藝術大獎         | 電影部門 男子人氣賞       | 《摩登男孩》             | 提名 |
| 2011 | 第27屆韓國最佳著裝天鵝獎   | 演員部門 最佳著裝獎       | 不適用                   | 獲獎 |
| 2011 | 第15屆富川國際奇幻電影節   | 最佳演員獎                | 《最終兵器：弓》         | 獲獎 |
| 2011 | 第32屆青龍電影獎           | 最佳男主角                | 《最終兵器：弓》         | 獲獎 |
| 2011 | 第48屆大鐘獎               | 最佳男主角                | 《最終兵器：弓》         | 獲獎 |
| 2011 | 第19屆韓國文化演藝大賞     | 電影部門 大賞             | 《最終兵器：弓》         | 獲獎 |
| 2012 | 第6屆亞洲電影大獎          | 最佳男主角                | 《最終兵器：弓》         | 提名 |
| 2012 | 第6屆亞洲電影大獎          | 最受歡迎男主角            | 《最終兵器：弓》         | 提名 |
| 2012 | 第48屆百想藝術大獎         | 電影部門 男子最優秀演技賞 | 《最終兵器：弓》         | 提名 |
| 2012 | 第48屆百想藝術大獎         | 電影部門 男子人氣賞       | 《最終兵器：弓》         | 提名 |
| 2012 | 第9屆亞洲沃克電影獎        | 最佳男主角                | 《最終兵器：弓》         | 獲獎 |
| 2012 | 第7屆亞洲模特獎頒獎典禮    | 亞洲特別獎                | 不適用                   | 獲獎 |
| 2014 | 第51屆大鐘獎               | 最佳男主角                | 《舉報者》               | 提名 |
| 2014 | 第35屆青龍電影獎           | 最佳男主角                | 《舉報者》               | 提名 |
| 2014 | 第23屆釜日電影獎           | 最佳男主角                | 《慶州》                 | 提名 |
| 2015 | 第2屆野花電影獎            | 最佳男演員                | 《慶州》                 | 提名 |
| 2017 | 第37屆黃金攝影獎           | 最佳男主角                | 《德惠翁主》             | 獲獎 |
| 2022 | 第27屆春史電影獎           | 最佳男主角                | 《分手的決心》           | 獲獎 |
| 2022 | 第31屆釜日電影獎           | 最佳男主角                | 《分手的決心》           | 獲獎 |
| 2022 | 第43屆青龍電影獎           | 最佳男主角                | 《分手的決心》           | 獲獎 |
| 2022 | 第58屆大鐘獎               | 最佳男主角                | 《分手的決心》           | 獲獎 |
| 2022 | 第23屆釜山電影評論家協會獎 | 最佳男演員                | 《分手的決心》           | 獲獎 |
| 2022 | 第4屆討論電影評論家獎      | 最佳男主角                | 《分手的決心》           | 提名 |
| 2022 | 第6屆女性影評人線上協會獎  | 最佳男主角                | 《分手的決心》           | 提名 |
| 2022 | 第28屆Cine21電影獎         | 年度男演員                | 《分手的決心》           | 獲獎 |
| 2022 | 第27屆佛羅里達影評人協會獎 | 最佳男主角                | 《分手的決心》           | 亞軍 |
| 2022 | 第42屆黃金攝影獎           | 最佳男主角                | 《分手的決心》           | 獲獎 |
| 2023 | 第16屆亞洲電影大獎         | 最佳男主角                | 《分手的決心》           | 提名 |
| 2023 | 第13屆喬治亞影評人協會     | 最佳男主角                | 《分手的決心》           | 提名 |
| 2023 | 第2屆波特蘭評論家協會獎    | 最佳男主角                | 《分手的決心》           | 亞軍 |
| 2023 | 第20屆國際電影愛好者協會   | 最佳男主角                | 《分手的決心》           | 提名 |
| 2023 | 第21屆韓國導演選擇獎       | 電影部門 男子演員賞       | 《分手的決心》           | 獲獎 |
| 2023 | 第59屆百想藝術大獎         | 電影部門 男子最優秀演技賞 | 《分手的決心》           | 提名 |

## 外部連結
- 官方网站
- NAVER （页面存档备份，存于）